# Hans Petter Ødegård
Hans Petter Ødegård (Oslo, 16 de juny de 1959) va ser un ciclista noruec. El seu principal èxit fou les dues medalles de bronze al Campionat del Món de contrarellotge per equips.

## Palmarès
- 1976
  -  Campió de Noruega júnior en ruta
- 1979
  -  Campió de Noruega amateur en contrarellotge per equips
- 1980
  -  Campió de Noruega amateur en contrarellotge per equips
  - Vencedor d'una etapa a la Volta a Renània-Palatinat
- 1981
  -  Campió de Noruega amateur en contrarellotge per equips
  - Vencedor de 2 etapes a la Milk Race
- 1982
  - Vencedor de 2 etapes a la Milk Race
- 1983
  - 1r al Circuit Mezzanese
- 1984
  -  Campió de Noruega en contrarellotge per equips